# Карааспанський сільський округ
Карааспа́нський сільський округ (каз. Қарааспан ауылдық округі, рос. Карааспанский сельский округ) — адміністративна одиниця у складі Ордабасинського району Туркестанської області Казахстану. Адміністративний центр — село Карааспан.
Населення — 12091 особа (2021; 12757 у 2009, 12153 у 1999, 10776 у 1989).
Станом на 1989 рік існувала Караспанська сільська рада (села Бейсен, Більшовик, Єрмоловка, Жулдиз, Караспан, Караспанське, Комсомол, Леніно, Маденієт, Мамаєвка, Обручевка, Пахташі, Соціалізм, селища Акпан, Казарма) у складі Ариського району.

## Склад
До складу округу входять такі населені пункти:
| Населений пункт        | Колишні назви | Населення, осіб (1989) | Населення, осіб (1999) | Населення, осіб (2009) | Населення, осіб (2021) |
| ---------------------- | ------------- | ---------------------- | ---------------------- | ---------------------- | ---------------------- |
| Акжол, село            | Леніно        | 560                    | 696                    | 729                    | 611                    |
| Акпан, село            | Караспанське  | 366                    | 419                    | 262                    | 806                    |
| Акпан, селище          | -             | 85                     | -                      | -                      | -                      |
| Батир-ата, село        | Караспан      | 608                    | 1266                   | 1182                   | 2555                   |
| Бейсен Онтаєва, село   | Бейсен        | 198                    | 297                    | 337                    | 374                    |
| Берген Ісаханова, село | Єрмоловка     | 1519                   | 1375                   | 1410                   | 1505                   |
| Жанатурмис, село       | Більшовик     | 202                    | 232                    | 211                    | 155                    |
| Жулдиз, село           | -             | 128                    | 205                    | 227                    | 214                    |
| Интимак, село          | Казарма       | 112                    | 176                    | 153                    | 113                    |
| Карааспан, село        | Обручевка     | 3387                   | 3221                   | 3602                   | 1620                   |
| Кольтоган, село        | Мамаєвка      | 1108                   | 1243                   | 1299                   | 1307                   |
| Маденієт, село         | -             | 188                    | 248                    | 346                    | 306                    |
| Макташи, село          | Пахташі       | 660                    | 848                    | 852                    | 809                    |
| Сариарик, село         | Соціалізм     | 782                    | 839                    | 1158                   | 821                    |
| Тореарик, село         | Комсомол      | 873                    | 1088                   | 989                    | 895                    |